# Xipe Tótec

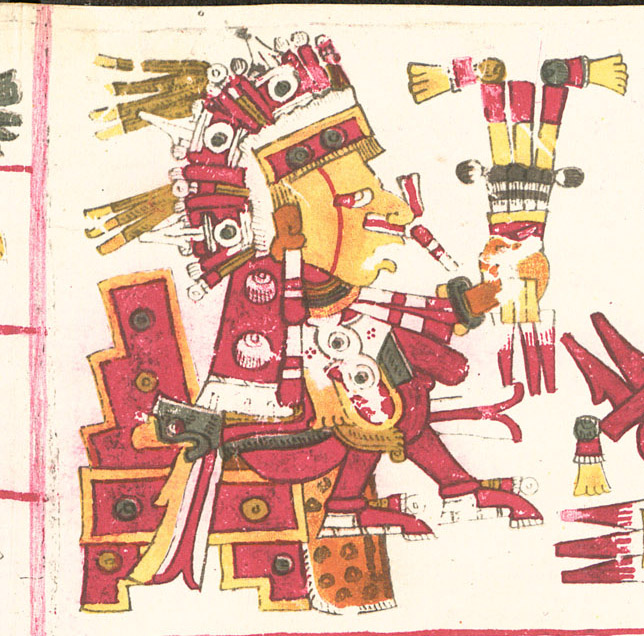
Xipe Tótec descrito en el Códice Borgia.

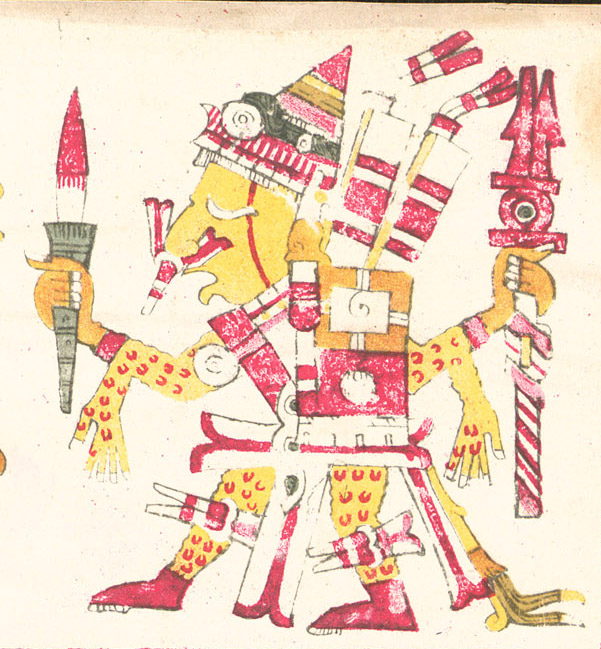
Xipe Tótec sosteniendo el chicahuaztli con su mano izquierda; en su derecha sostiene un cuchillo. (Códice Borgia).

Xipe Tótec (AFI: /ʃiːpeːw̥ toteːk/) (del náhuatl: Xipew Totekw ‘nuestro señor desollado’‘xipewa, pelar, quitar la piel; to-, nuestro; tekwtli, señor’) es una deidad de vida, muerte y resurrección de la cultura mexica; dios de la agricultura, vegetación, el Este, las enfermedades y los orfebres.
Es la parte masculina del universo, la región de la juventud y de la aurora, del maíz tierno. Representa la renovación, el desprendimiento de lo que ya no es útil, la regeneración de la naturaleza espiritual en las personas, así como del suelo seco en suelo fértil. 
Xipe Tótec usaba el chicahuaztli para dar inicios a los rayos para atraer lluvia enfocado en el crecimiento del maíz, donde algunas veces el instrumento era representado como una serpiente.
Su origen es yope, cultura de la cual fue tomada esta deidad. Era también un dios zapoteca. Este es el Tezcatlipoca Rojo en la teogonía de la creación mexica.

## Representación
Es el dios desollado de la cultura mexica. Xipe se asociaba con la piel de animales porque era símbolo de la renovación de la piel. Deidad relacionada con la agricultura, la enfermedad, la primavera, las estaciones, el este y los orfebres. Representa la parte masculina del universo, la fertilidad, los sacrificios, del maíz tierno, la abundancia, la riqueza y el amor. Protector de los lapidarios y de los plateros, y castiga a quienes hurtan plata o alhajas.
Se le representa llevando en la mano un chicahuaztli (un sonajero que llama a la lluvia). Asimismo, se le ve envuelto en la piel desollada de un humano y en figuras compuestas con atributos de algunos animales; por un lado, está teñido de amarillo y por el otro de leonado.
Lleva en la cabeza una especie de capillo de diversos colores con unas borlas que cuelgan hacia la espalda. Está ceñido con unas faldetas verdes que le llegan hasta las rodillas, decoradas con unos caracolillos pendientes. Los cabellos los lleva trenzados en dos partes y porta orejeras de oro. Sostiene un cetro en ambas manos a manera de cáliz de adormidera donde tiene su semilla, con un casquillo de saeta encima. La piel estirada de la cara completamente enmascarando la cara viva por debajo. Típicamente las manos de la víctima desollada colgaban inútilmente en las muñecas, todavía unidas por tiras de piel, y la piel se usaba con el lado ensangrentado hacia afuera.
Xipe, como todos los representantes del maíz, era un dios rojo. Fieles a nuestra visión de las cosas, nosotros identificamos al dios como el hombre que vive en el interior, sobre la piel que envuelve como una cosa externa. Xipe Tótec es representado ante nosotros inmediatamente como la «muerta» piel envolvente.

## Axayácatl(1469-1481)

Representación de Xipe Tótec, basada en una ilustración del Códice Borgia.

Como símbolo de la nueva vegetación, Xipe Tótec usaba la piel de una víctima humana, que representaba la «nueva piel» que cubría la tierra en la primavera. Sus estatuas y máscaras de piedra siempre lo muestran usando piel recién desollada. Los mexicas adoptaron a Xipe como su dios durante el mandato del emperador Axayácatl (1469-1481).
Durante el segundo mes ritual del año mexica, Tlacaxipehualiztli (‘desolladero de hombres’), los sacerdotes sacrificaban víctimas humanas extirpando sus corazones y desollando los cuerpos, y se ponían las pieles, las cuales eran pintadas de amarillo y llamadas teocuitlaquémitl (‘vestiduras doradas’). Posteriormente eran arrojadas hacia una cámara interior, posiblemente donde se encontraba la Piedra del Sol, de entre otras víctimas eran atadas a un marco y se les daba muerte con flechas, ya que se creía que la sangre que brotaba de sus cuerpos simbolizaba las fértiles lluvias de la primavera, así como también se cantaba un himno en honor de Xipe Tótec llamándolo Yohuallahuana (‘bebedor nocturno’) porque las buenas lluvias caían durante la noche. Le agradecían por traer a la Serpiente Emplumada, símbolo de abundancia, y por prevenir la sequía.

«Atribuían a este dios las enfermedades que siguen: primeramente las viruelas; también las postemas que se hacen en el cuerpo y la sarna. Las enfermedades de los ojos, como es el mal de los ojos que procede de mucho beber, y todas las demás enfermedades que se causan en los ojos.

Todos los que eran enfermos de alguna de las enfermedades dichas hacían voto a este dios, de vestir su pellejo (piel) cuando se hiciese su fiesta, la cual se llama «Tlacaxipehualiztli», que quiere decir ‘desollamiento de hombres’.

Si algunas mujeres enfermaban de estas enfermedades dichas antes, en la fiesta de este dios ofrecían sus ofrendas, según qué habían votado».

En dicho festival, se dice que si un guerrero de un calpulli particular tomaba cuatrocientos cautivos, este tenía el gran privilegio de matar a una víctima notable en la piedra de gladiadores.
Una vez que el ritual acaba y las víctimas son despojadas de su piel, continúa la celebración con un juego guerrero donde los individuos visten las pieles de los hombres recién desollados y existe un combate entre estos y un grupo de valientes que tienen que ser derrotados, tal como la primavera vence el invierno. Terminando la riña, pasean por todo el pueblo y entran a las viviendas para demandar limosnas en honor al dios desollado. En los hogares donde entran los hacen sentarse en hacecillos de hojas zapotes, beben pulque, que es su vino; en el cuello se les coloca sartales de mazorcas de maíz y sartales de flores desde el cuello hasta los sobacos, y se les ponen guirnaldas.

### Leyenda
Fue él quien se despellejó vivo para darle de comer por primera vez a los hombres. La leyenda cuenta que, a principios de la humanidad, Xipe Tótec se sacrificó a sí mismo arrancándose sus ojos y desollándose vivo para que el maíz pudiera germinar y así los humanos pudieran subsistir. Debido a su gesto benéfico se le atribuían los sacrificios humanos. A las víctimas de los tributos se las desollaba vivas; se decía que con estos se lograría la felicidad y algunas enfermedades serían curadas. En los últimos días, los que padecían algún tipo de dolencia realizaban una procesión para implorar su curación a Xipe Tótec. Algunas de las enfermedades con las que se le relaciona son la dermatosis o afecciones oculares, la viruela (que se desconocía antes de la llegada de los españoles); se decía que llevando la piel de un sacrificado era posible que se recobrara la salud.

### Significado
El desollamiento significa el despojarse de lo viejo y el renovarse a la manera en que lo hace la tierra que «cambia de piel» para adquirir follaje y verdores nuevos. Por tal razón, los sacrificios por medio de desollamiento, aun cuando parecen sangrientos, tienen un simbolismo emotivo.
Desde el paleolítico el ser humano ha utilizado máscaras confeccionadas con madera, paja, corteza, hojas de maíz, tela, piel, cráneos, cartón piedra, y otros materiales. Las máscaras pueden cubrir la cara, la cabeza entera o la cabeza y los hombros. En algunos casos las máscaras no son para la cara, por ejemplo, los sacerdotes personificaban al Dios utilizando pieles humanas, las pintaban de amarillo y eran conocidas como teocuitlaquemitl ('vestiduras doradas'). Estas las utilizaban para renovarse, y también les servían de protección; normalmente a las máscaras se le confiere otra identidad, sirve como para representar un tipo de retrato. Las máscaras rituales por lo general representan deidades, seres mitológicos, espíritus benignos y malignos de antepasados, muertos, animales y otros seres que se cree que poseen poder sobre el género humano.
Xipe Tótec, también conocido como Yoalli Tlauana (‘bebedor nocturno’) por un himno que se cantaba en su honor, se creía que al cantarlo el Dios los proveería de agua durante la sequía, regularmente las buenas lluvias caían durante la noche. Y con este cántico le agradecían por traer a la Serpiente Emplumada, que era símbolo de abundancia. Otra de las creencias era que la sangre que brotaba de los sacrificados simbolizaba las fértiles lluvias de la primavera.
Las festividades se desarrollaban cada mes, en el segundo mes llamado Tlacaxipehualiztli (‘el desollamiento de los hombres’). Después del ritual de desollamiento, se efectuaban combates con dos rivales, los xipeme y los tototecti, unos eran guerreros y los otros eran jóvenes que se envolvían en las pieles de los recién sacrificados, y llevan en la mano el bastón con sonajas característico del Dios de los desollados.

## La preparación para el Tlacaxipehualiztli
Los guerreros cautivos y víctimas eran preparados y tratados de tal modo que pudieran alcanzar tal nivel de coraje como para realizar un alto grado de actuación, ya que para ellos la ‘ira’ era un estado elevado en el que el guerrero se bañaba de un poder sagrado. Anterior a su muerte, el guerrero era presentado de distintas maneras a todo el pueblo por su captor, quien durante los primeros cuatro días lo llevaba a la pirámide de Xipe-Tótec para que conociera el lugar donde habría de terminar su vida. La víctima practicaba las rutinas: primero, simulaban un combate, para después simular una extracción de corazón; tal ‘corazón’ estaba hecho de granos blandos de maíz. En la última noche de vida, el captor y el capturado se mantenían en vigilia y al primero se le cortaba el mechón del cuero cabelludo, indicando así socialmente una muerte como guerrero; sin embargo no pelearía vestido de guerrero, sino pintado de tiza blanca y plumas, tal como las víctimas sacrificadas. Los capturados designados tenían que soportar ver a otros hombres de sus tierras y su gente, personas que habían conocido cuando vivos, pelear y morir en la piedra; hasta que llegaba su turno de demostrar por última vez su habilidad y valor máximo. Se creía que si moría bien, su nombre se recordaría siempre y se cantarían sus alabanzas en las casas de los guerreros de su ciudad natal.

## Ixiptlas
Según el pensamiento religioso mexica, y a falta de una definición más completa y formal, había una conexión entre el dios y el individuo, lo que se manifestaba en la representación ritual del «dios». Sin embargo, durante algunos de los rituales más importantes se veían conceptualizaciones de los dioses en los detalles de los vestuarios que portaban los actores. Lo más sorprendente y revelador era la convincente y costosa forma de los ixiptlas humanos, quienes eran ensamblados detalle por detalle hasta crear complejos iconos vivientes de una hermosura extrema.
Las víctimas sagradas que estaban destinadas a morir en este tipo de actos religiosos eran adaptadas para crear todo un espectáculo; pero ser «ixiptla» era una categoría maravillosamente elástica: para cubrir esta definición no se necesitaba morir. Frecuentemente, cuando una cabeza de familia ofrecía un banquete, este solicitaba la presencia de la «viva imagen» del dios de las fiestas para que aportara bendiciones a tan esperada ocasión. Un hombre —de preferencia un sacerdote— acudía a la casa que se encontraba adornada adecuadamente, llevaba a cabo su ritual y se marchaba con una recompensa por su acto. (Se pensaba que otras deidades habían tenido ixiptlas humanos, casi siempre sacerdotes, que vivían por siempre en sus templos).
Ixiptlas eran los sumos sacerdotes que se ataviaban en sus trajes referentes a dioses y así observaban las muertes gladiatorias llevadas a cabo en el Festival del Desollamiento de los Hombres. Con estos trajes se identificaban como delegados, tenientes e imitadores de los dioses. En alguno de los tantos festivales, Moctezuma fue nombrado ixiptla del dios del fuego, y ofreció codorniz e incienso.
Existían múltiples ixiptlas, como era el caso de los hombres que se cubrían con la piel de guerreros cautivos desollados, los que se convertían en ixiptlas del dios desollado, Xipe Tótec, pues lo representaban tal como se creía que era su apariencia. Igualmente, se creía que los ixiptlas no solo representaban poderes sagrados, sino también sustancias sagradas, por lo que no solo había ixiptlas humanos.

### Ixiptlas de Xipe-Tótec
En el festival de Tepeilhuitl (‘el Festival de las Montañas’), los ixiptlas vegetales y humanos creaban eco entre sí. Por ejemplo, un esclavo cubierto de piel desollada de algún cautivo y ataviado por los orfebres para «representar a Xipe Tótec» era llevado a la bahía ante la piedra ixiptla de tal deidad. 
En cuanto al ‘Festival del Desollamiento de los Hombres’, la vestimenta para representar al Señor Desollado debía ser precisa: 
Se colocaba piel de un hombre desollado; en su cabeza yacía un hermoso plumaje rojo de un ave espátula, lo que servía como tocado. Llevaba oro en su nariz y sus tapones de oídos eran del mismo material. Agitaba en su mano derecha un palo sonajero, que temblaba cuando lo clavaba en el suelo. Y en su escudo protector había un círculo de oro; sus sandalias eran rojas y estaban decoradas con plumaje de codorniz. Y en su espalda cargaba tres banderas de papel que susurraban con el viento. Su falda de zapote estaba hecha de preciosas plumas, plumaje de quetzal de un verde de chile, acomodadas en filas; había hermoso plumaje por todos lados. Y su collar de piel humana era delgado. Y tenía su asiento de hojas de zapote…

## Xipe-Tótec en las diferentes culturas
Los aztecas consideraban el sur como un lugar maligno [cita requerida], tal vez por la aridez del sur de Morelos y Puebla, por lo que creían en deidades protectoras que lo cuidaban. Tal es el caso de Xipe Tótec y Macuilxóchitl, que eran asociados con las flores y la primavera.
En Mazapán, un pueblo cercano al suburbio de Teotihuacán y al noroeste del Valle de México, adoraban a tal deidad, la cual vestía piel humana. Para honrarlo, dejaron de lado las esculturas de barro e hicieron dos representaciones de tamaño natural del dios desollado, ejemplos monumentales de la cerámica que trabajaban artesanalmente. Igualmente existe una figura de un tamaño menor, la cual porta un vaso de estilo zapoteca en la mano, tal artesanía se detalló minuciosamente. Gracias a estas aportaciones de arte, la arqueología reafirma que en Oaxaca, territorio de mixtecas y zapotecas, fue donde se originó el tradicional culto a Xipe.
Los yopes fueron un pueblo que vivió al sureste de Acapulco, más específicamente en una franja de la costa en el Pacífico; este pueblo nunca fue conquistado por los aztecas y principalmente adoraban a Xipe, a quien consideraban la figura más suprema y la deidad tutelar.
En 2019 fue hallado un templo dedicado a Xipe Tótec en la zona arqueológica de Ndachjian-Tehuacán, al sur del estado de Puebla. Allí habitaban los popolocas, descendientes de los olmecas. Fueron definitivamente conquistados por Moctezuma, y se aliaron a los españoles contra él. El templo es el más antiguo encontrado dedicado al dios y se remonta al siglo X-XI.

### Tezcatlipoca Rojo

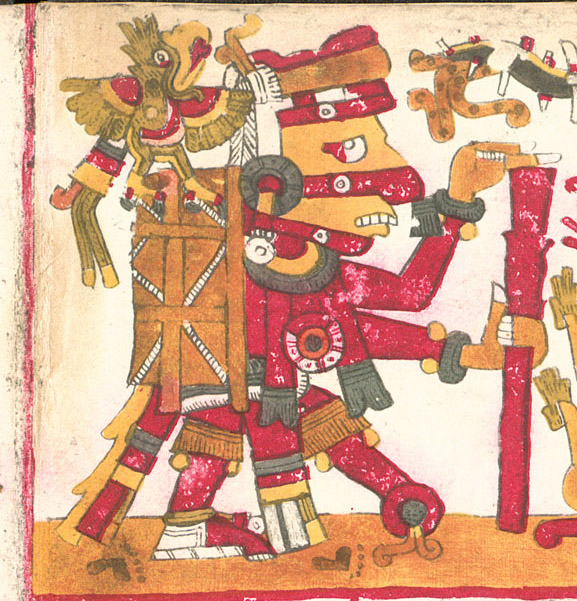
Tezcatlipoca-rojo, Códice Borgia.

Es indudable que existen divergencias entre Xipe Tótec, Camaxtle, Mixcóatl y Tezcatlipoca Rojo en las religiones mesoamericanas, si bien en la cosmogonía náhuatl la creación del universo menciona que en un principio solo existía un cielo, que llamaron el «décimo tercero», en el cual vivían una pareja divina, Ometecuhtli y Omecíhuatl, que procrearon cuatro hijos. El primogénito fue Tlatlauhqui-tezcatlipoca (Tezcatlipoca Rojo), el cual fue adorado particularmente por los tlaxcaltecas y huejocincas bajo el nombre de Camaxtli, pero asimilado por los mexicas como Xipe Tótec ('nuestro señor el desollado'). El segundo hijo fue Yayauhqui-tezcatlipoca (Tezcatlipoca Negro). El tercero fue Iztauhqui-tezcatlipoca o Quetzalcóatl (Tezcatlipoca Blanco). El cuarto fue Omitéotl-Inaquizcóatl (Tezcatlipoca Azul), asimilado por los mexicas como Huitzilopochtli.
Estos cuatro dioses, después de 600 años de inactividad, se reunieron y conferenciaron acerca de lo que debían ordenar y de las leyes que debían imponer a lo que creasen y, puestos de acuerdo, comisionaron a Quetzalcóatl y Huitzilopochtli los responsables de crear al Medio Sol, que alumbraba poco por no ser entero. Por otra parte, al transcurrir el 2 acatl, el numen Camaxtli o Camaxtle ('el señor desnudo'), el dios del fuego pero venerado como dios de la cacería, tomó por nombre de Mixcóatl ('culebra de nubes' o 'la tromba'), identificado como Mixcóatl-Camaxtli, por lo que tras el diluvio, I tecpatl, subió al Octavo Cielo y creó cuatro hombres y una mujer para dar a comer al Sol; pero apenas creados cayeron al agua, por lo que Mixcóatl y Camaxtle (en náhuatl: camaxtle ‘el que tiene bragas y calzado’: cactli ‘calzado’, maxtlatl ‘braga’ y e ‘que tiene’) es la misma entre los tlaxcaltecas y huejocincas, mientras Xipetótec era honrado principalmente por aquellos que vivían a la orilla del mar, teniendo origen en Zapotlán, Jalisco, atribuyéndole las enfermedades de las apostemas y de la sarna.
En cierta forma, los dioses Xipe Tótec y Mixcóatl eran relacionados como dioses forasteros para los pueblos nahuas: Mixcóatl como dios de los otomíes, dios de la caza (ya que este pueblo vivía en los montes y eran considerados todos cazadores y chichimecos), mientras Xipe Tótec como dios de los zapotecos y de los yopis, vecinos de los mixtecos, comunidades que vivían hacia la costa del océano Pacífico.
Autores como Paso y Troncoso mencionan que Mixcóatl es frecuentemente confundido con Camaxtle, deidad principal de los chalqueños, bajo cuya denominación se comprendían los moradores de Tepeaca, Zacatlán, Cholula, Tlaxcalla, Huexotzinco, por lo que las ceremonias que se hacían honrar a Mixcóatl en México se dedicaban a Camaxtle en Tlaxcalla. En Michoacán adoraban con el nombre de «Taras» a Mixcóatl, y solo le sacrificaban culebras, aves, y conejos.
Tlatauhqui-Tezcatlipoca (el Tezcatlipoca-Rojo), «El del Espejo Rojo», dios de la primavera (cuando la tierra se viste de nueva piel, su nuevo manto vegetal). «Señor del Litoral», «Dios de la Mar», «el Tolteca» son otros nombres con que se le conoce, como también el de «el bebedor nocturno», y por lo tanto se le relacionaba con los númenes del pulque. Ce itzcuintli, «Uno Perro» (nombre calendárico). También «el que tiene miembro viril» (según opinión del nahuatlato Ángel María Garibay); y su nombre mexica más difundido, Xipe Totec ('nuestro señor el desollado'). Precisamente por esta última designación, la característica más conspicua del dios Xipe Tótec —que se le puede observar en esculturas, relieves, cerámica y en los códices prehispánicos y poshispánicos, en los que se le presenta— es vestir como librea principal la piel humana; pero no como vestido común y corriente, sino como símbolo de su primordial y más reconocido atributo: el de la renovación o resurrección.

## Véase también

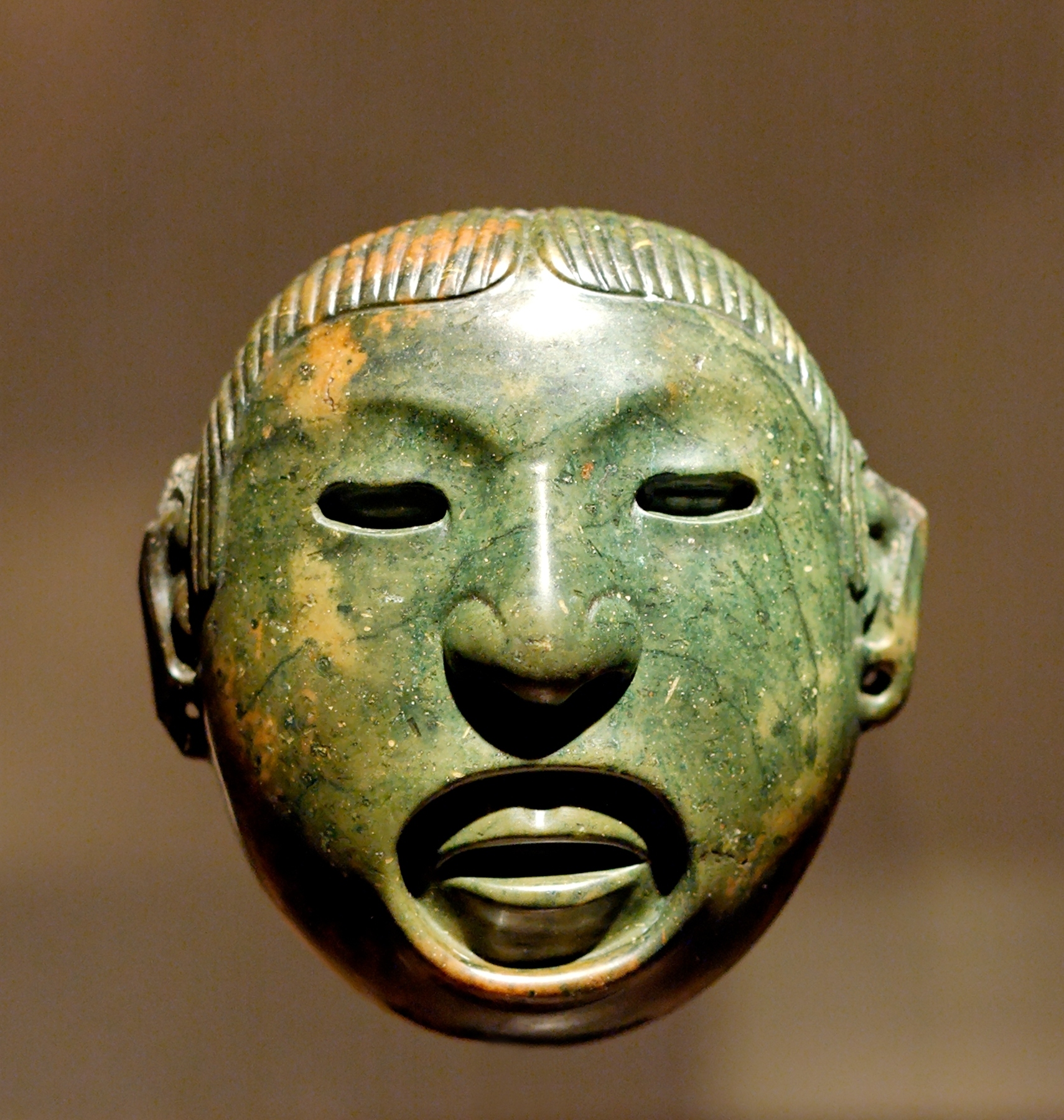
Máscara de Xipe Tōtec al Musée du Louvre.

## Enlacesexternos
- Wikimedia Commons alberga una categoría multimedia sobre Xipe Tótec.

- Datos: Q558970
- Multimedia: Xipe Totec / Q558970